# Czerwona Wola (Ukraina)
Czerwona Wola (ukr. Червона Воля) – wieś na Ukrainie, w obwodzie żytomierskim, w rejonie nowogrodzkim. W 2001 roku liczyła 405 mieszkańców.